# Yomra
Yomra là một huyện thuộc tỉnh Trabzon, Thổ Nhĩ Kỳ. Huyện có diện tích 223 km² và dân số thời điểm năm 2007 là 29083 người, mật độ 130 người/km².